# Majestatis

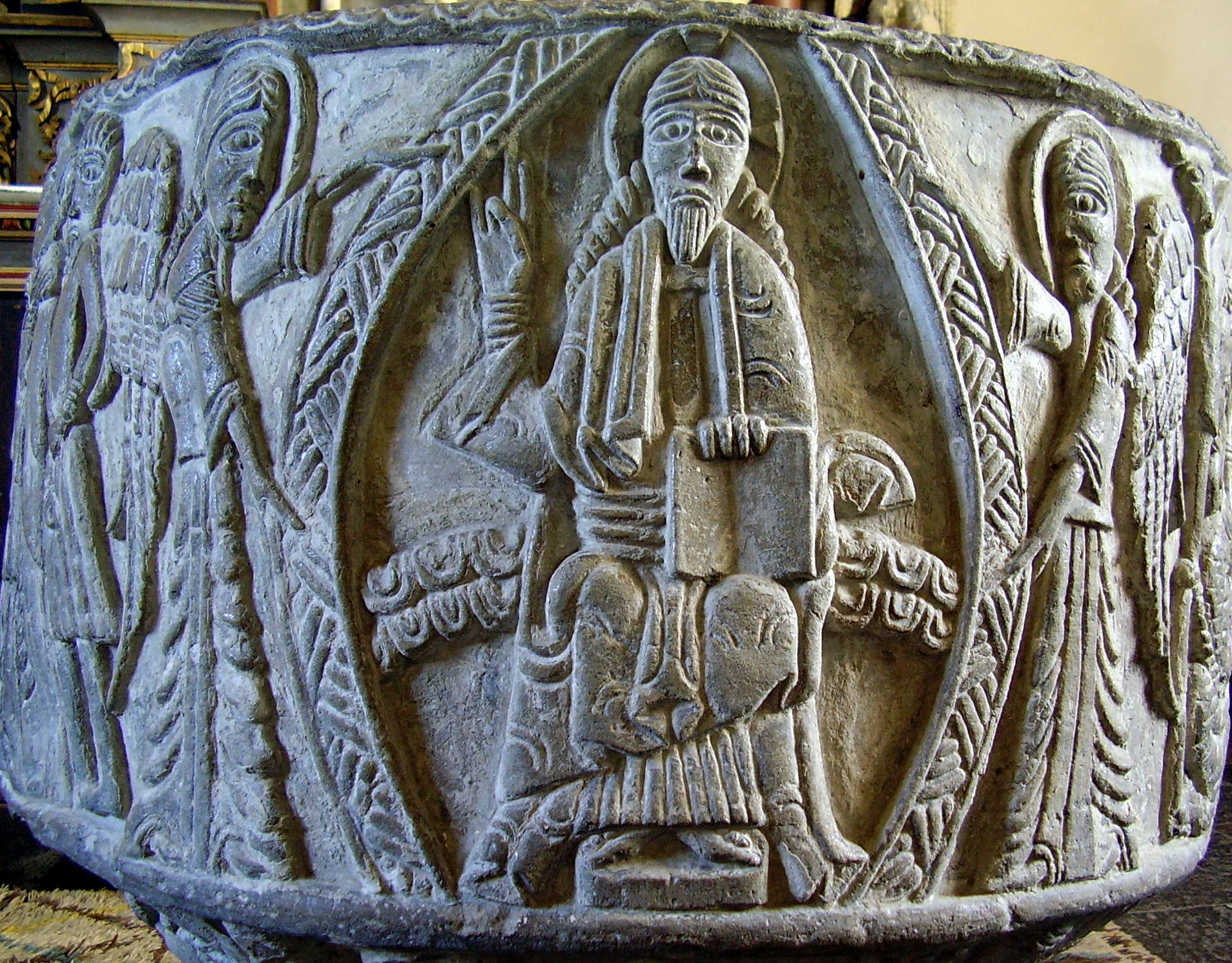
Dopfunten i Löderups kyrka med Majestas Domini-motivet på cuppan.

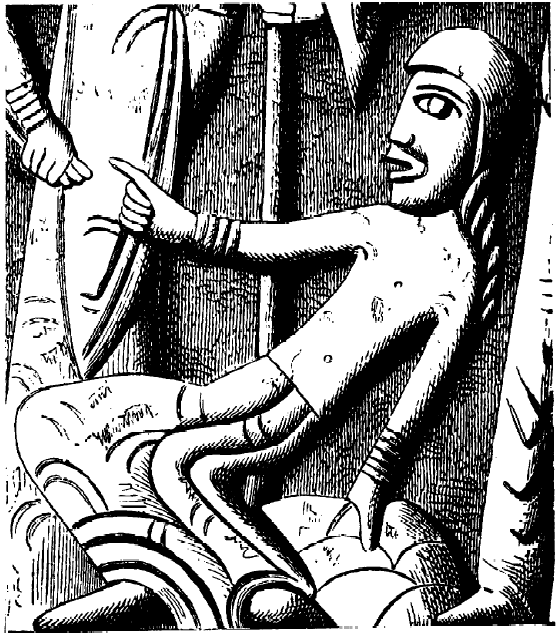
Fallande figur på Tryde kyrkas dopfunt.

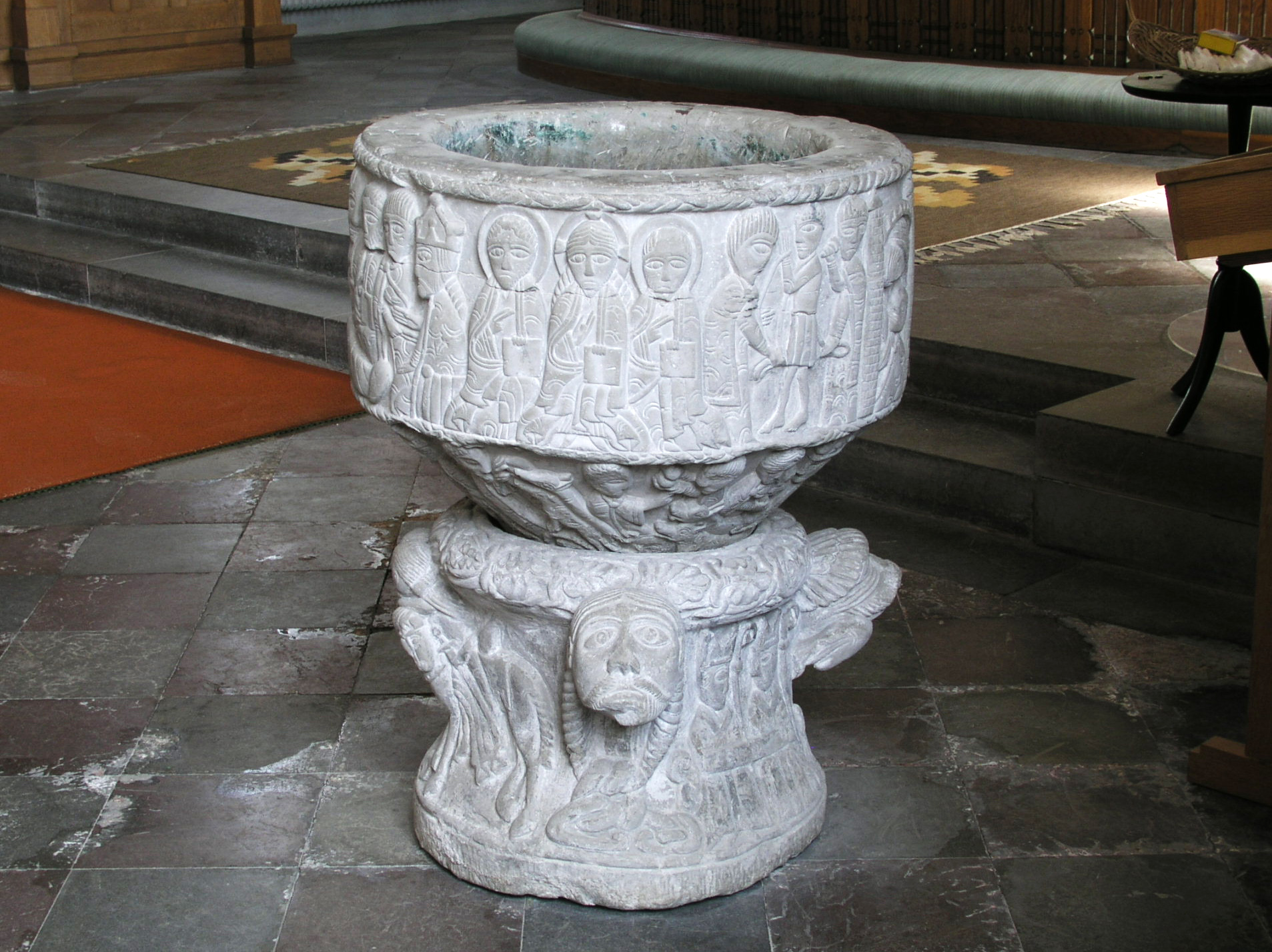
Dopfunten i Valleberga kyrka

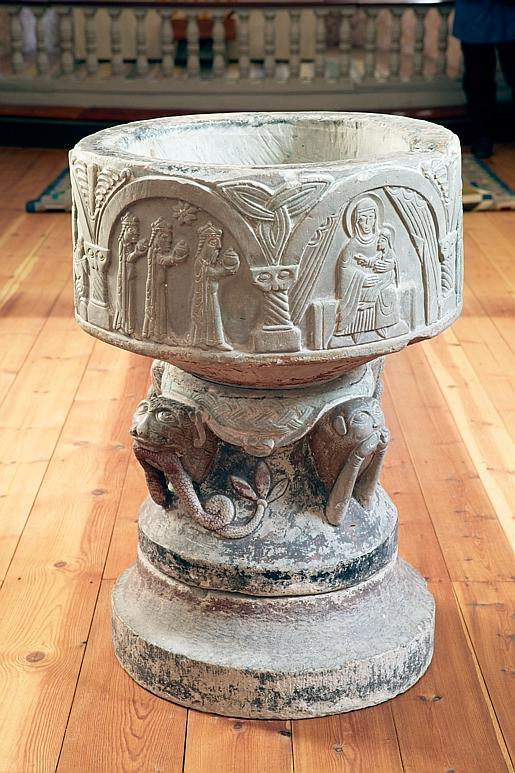
Dopfunten i Gerums kyrka på Gotland.

Magister Majestatis Domini (översatt "Mästaren till Herrens Majestät") eller Trydemästaren är namn på en romansk anonym mästare från 1100-talets andra hälft. Den svenske konsthistorikern Johnny Roosval tolkade under 1910-talet, på stilistisk grund, personen som upphovsman till ett tiotal huvudsakligen gotländska och skånska stenskulpturer – framförallt dopfuntar – där "Majestas Domini-motivet" ofta är framträdande. Enligt Jan Svanberg, professor emeritus i konstvetenskap vid Stockholms universitet, är detta mästarens "signaturmotiv".
Roosvals gruppering av verken kom att accepteras av efterföljande forskare, även om andra namn ibland förekom i akademiska texter. Monica Rydbeck brukade till exempel beteckningen "Trydemästaren" efter dopfunten i skånska Tryde kyrka, och Armin Tuulse använde på 1960-talet formen "Tryde-Hablingboverkstaden" för att markera verkgrupperingens koppling mellan Skåne och Gotland samt för att komma bort från den förmenta individfixeringen inom dåtidens konsthistoriska forskning.
I nutida forskning, framförallt inom konstvetenskapen, används formen "Magister Majestatis" (ordagrant "majestätsmästaren") eller kort och gott bara "Majestatis". Namnet sätts då även oftast inom citationstecken (") för att indikera att det är ett anonymnamn det rör sig om och inte ett namn på en historiskt belagd person.

## Platser där verk av Majestatis återfinns
- Lunds domkyrka (trol.)
- Gerums kyrka
- Hablingbo kyrka
- Härads kyrka (relikkista)
- Lokrume kyrka
- Löderups kyrka
- Simris kyrka
- Stenkyrka kyrka, Gotland
- Tingstäde kyrka
- Tryde kyrka
- Valleberga kyrka
- Väskinde kyrka
- Östra Eneby kyrka
- Östra Hoby kyrka
- Östra Nöbbelövs kyrka